# Lycaenopsis insulicola
Lycaenopsis insulicola är en fjärilsart som beskrevs av Rothschild 1915. Lycaenopsis insulicola ingår i släktet Lycaenopsis och familjen juvelvingar. Inga underarter finns listade i Catalogue of Life.